# Philip Julius Bornemann (finansdeputeret)
 Der er flere personer med dette navn, se Philip Julius Bornemann.
Philip Julius Bornemann (født 17. august 1680 i København, død 18. juni 1740) var en dansk finansdeputeret, søn af Cosmus Bornemann.
Bornemann deponerede fra Københavns Skole 1696, var i nogle år alumnus på Borchs Kollegium og blev i 1703 dekanus på Klosteret. På embedsbanen gjorde han rask fremgang, blev 1708 kammersekretær og assessor, 6 år senere kammerråd, i 1720 justitsråd og kommitteret i Rentekammeret, 1729 etatsråd og endelig 1734 deputeret for finanserne.
Borneman havde 2. maj 1720 ægtet Anna Marie Holst, der som enke købte Edelgave (1759), der efter hendes død gik over til sønnen, kammerråd Jacob Bornemann (død 1789). Hun var en datter af tøjhusskriver Jacob Nielsen og døde 25. juni 1767. Bornemann var forfatter af adskillige latinske dissertationer (1700-04), som imidlertid nu er af såre ubetydelig værd.